# La baia di Ritter
La baia di Ritter (Ritter's Cove) è una serie televisiva canadese e tedesca in 26 episodi trasmessi per la prima volta nel corso di una sola stagione dal 1980 al 1981.

## Trama
Karl Ritter è un pilota di aerei da trasporto la cui licenza è stata revocata dopo che non è riuscito a completare un test medico. Egli assume così la giovane Kate Ashcroft per utilizzare il suo aereo al fine di continuare le attività con la sua società di trasporti. Gli episodi evidenziano perlopiù il gap generazionale tra Ritter e Ashcroft. Altri personaggi della serie includono Robert e Arnie.

## Produzione
La serie, ideata da Barbara Brown e Lyal Brown, fu prodotta da Canadian Broadcasting Corporation e Zweites Deutsches Fernsehen. Tra i registi è accreditato Bill Corcoran.

## Distribuzione
La serie fu trasmessa in Canada dal 19 settembre 1980 al 20 marzo 1981  sulla rete televisiva Canadian Broadcasting Corporation. Fu cancellata dopo una sola stagione. Era considerata un potenziale sostituto per The Beachcombers, una serie d'avventura della CBC Television, andata in onda dal 1972 al 1990. In Italia Ritter's Cove è stata trasmessa con il titolo La baia di Ritter.È stata distribuita anche in Germania Ovest con il titolo Die Küstenpiloten.

## Episodi
| Stagione       | Episodi | Prima TV Canada |
| -------------- | ------- | --------------- |
| Prima stagione | 26      | 1980-1981       |